# رود یوژوگا
رود یوژوگا (انگلیسی: Yozhuga) یک رودخانه در استان آرخانگلسک کشور روسیه است.